# Noordse koekoekspinnendoder
De noordse koekoekspinnendoder (Evagetes sahlbergi) is een vliesvleugelig insect uit de familie van de spinnendoders (Pompilidae). De wetenschappelijke naam van de soort is voor het eerst geldig gepubliceerd in 1893 door Morawitz.